# Martin Bareš
Martin Bareš (ur. 25 listopada 1968 w Brnie) – czeski neurolog, od 2019 r. rektor Uniwersytetu Masaryka. Zajmuje się przede wszystkim chorobami pozapiramidowymi i neurodegeneracyjnymi oraz spastycznością i neurofizjologią kliniczną.
Pracował w USA, następnie został zatrudniony w 1. Klinice Neurologicznej Szpitala Uniwersyteckiego u św. Anny w Brnie.